# José Raydan
José Raydan är en kommun i Brasilien.   Den ligger i delstaten Minas Gerais, i den sydöstra delen av landet, 600 km öster om huvudstaden Brasília. Antalet invånare är 4 376.
Omgivningarna runt José Raydan är huvudsakligen savann. Runt José Raydan är det glesbefolkat, med 12 invånare per kvadratkilometer.